# Jules de Wailly
Pour les articles homonymes, voir Wailly (homonymie).
Augustin Jules de Wailly (Paris, 12 septembre 1806 - Paris 9e, 12 juillet 1866) est un auteur dramatique français, frère de Gustave et Léon de Wailly.

## Biographie
Fils de Étienne-Augustin De Wailly, petit-fils de Noël-François De Wailly, chef de bureau au Ministère de l'Intérieur (1840), ses pièces ont été représentées sur les plus grandes scènes parisiennes du XIXe siècle : Théâtre des Variétés, Comédie-Française, Théâtre du Gymnase dramatique, Théâtre du Vaudeville, etc.
Il est enterré au cimetière du Père-Lachaise (50e division).

## Œuvres
- Le Comité de bienfaisance, comédie en un acte, avec Charles Duveyrier, 1839
- La Maschera, opéra-comique en 2 actes, 1841
- Un péché de jeunesse, comédie en 1 acte, mêlée de chant, avec Joseph-Isidore Samson, 1843
- Le Mari à la campagne, comédie en 3 actes, avec Jean-François-Alfred Bayard, 1844
- Un amant malheureux, comédie-vaudeville en 2 actes, 1844
- Deux Compagnons du tour de France, comédie-vaudeville en 2 actes, avec Lockroy, 1845
- Elzéar Chalamel, ou Une assurance sur la vie, comédie-vaudeville en 3 actes, avec Gustave de Wailly, 1849
- Moiroud et Compagnie, comédie-vaudeville en 1 acte, avec Bayard, 1849
- Les Deux Célibats, comédie en 3 actes, avec Overnay, 1850
- Discours prononcé sur la tombe de M. Narjot, maire de Pantin, 1850
- La Famille du mari, comédie en 3 actes, mêlée de chants, avec Overnay, 1850
- Contre fortune bon cœur, comédie-vaudeville en 1 acte, avec Armand Overnay, 1851
- Les Premières Armes de Blaveau, comédie-vaudeville en 1 acte, avec Gustave de Wailly, 1852
- Un conte de fées, comédie-vaudeville en 2 actes, avec Germain Delavigne, 1854
- Une rencontre dans le Danube, opéra comique en 2 actes, avec Delavigne, musique de Paul Henrion, 1854
- Œuvres de MM. Alfred, Gustave et Jules de Wailly, Firmin-Didot, 1873